# Štokov
Štokov (německy Stockau) je malá vesnice, část obce Chodský Újezd v okrese Tachov v Plzeňském kraji. Vesnice se nachází asi 2,5 kilometru jižně od Chodského Újezdu. Štokov je také název katastrálního území o rozloze 8,61 km².

## Historie
První písemná zmínka o vesnici pochází z roku 1290. Nejpozději od toho roku zde stála tvrz jednoho z manů (rytířů) tachovské manské soustavy. Ten se spolu s Chody a s dalšími tachovskými many podílel na ochraně hranic.

## Obyvatelstvo
| Rok            | 1869 | 1880 | 1890 | 1900 | 1910 | 1921 | 1930 | 1950 | 1961 | 1970 | 1980 | 1991 | 2001 | 2011 | 2021 |
| -------------- | ---- | ---- | ---- | ---- | ---- | ---- | ---- | ---- | ---- | ---- | ---- | ---- | ---- | ---- | ---- |
| Počet obyvatel | 372  | 422  | 421  | 407  | 394  | 417  | 412  | 145  | 90   | 55   | 35   | 15   | 13   | 28   | 36   |
| Počet domů     | 58   | 67   | 75   | 77   | 79   | 78   | 83   | 41   | 21   | 15   | 12   | 14   | 15   | 17   | 17   |

## Obecní správa
Při sčítání lidu v letech 1850–1962 Štokov byl samostatnou obcí, se kterým patřil nejprve do okresu Planá, ale v roce 1950 v okrese Mariánské Lázně. Od roku 1963 je částí obce Chodský Újezd v okrese Tachov.

## Hospodářství
Ve vsi sídlí firma Bohemia Pallet, vyrábějící dřevěné palety a provozující mezinárodní a vnitrostátní kamionovou dopravu. Je zde též restaurace.

## Pamětihodnosti
- Dva smírčí kříže
- Misijní kříž
- Podstavec krucifixu
- Boží muka
- Kaple

## Osobnosti
- Kateřina Antonínová, roz. Stammbergová (1670–1756 Herrnhut), exulantka ze Štokova. Emigrovala v roce 1725 a po čtyřletém pobytu v Žitavě našla v roce 1729 svůj nový domov mezi Moravskými bratry v Herrnhutu, kde později zemřela a kde  se nachází i její životopis.[9]